# Chus García-Fraile
Chus García-Fraile (Madrid, 1965) és una artista plàstica madrilenya que treballa de forma multidisciplinària fluctuant entre la pintura, la fotografia, el dibuix, l'escultura, el vídeo i la instal·lació. El seu treball “recodifica” alguns detalls representatius de la realitat social de l'estat del benestar. L'obra resultant és un qüestionament de les condicions quotidianes de la societat. La construcció excessiva i l'especulació immobiliària, el “culte” als objectes de consum o els límits desdibuixats entre allò privat i allò públic són alguns dels seus temes.